# Stazione di Coppella
Stazione di Coppella vasútállomás Olaszországban, Molise régióban, Petacciato településen.

## Vasútvonalak
Az állomást az alábbi vasútvonalak érintik:
- Ancona–Lecce-vasútvonal

## Kapcsolódó állomások
A vasútállomáshoz az alábbi állomások vannak a legközelebb: 